# MI 88

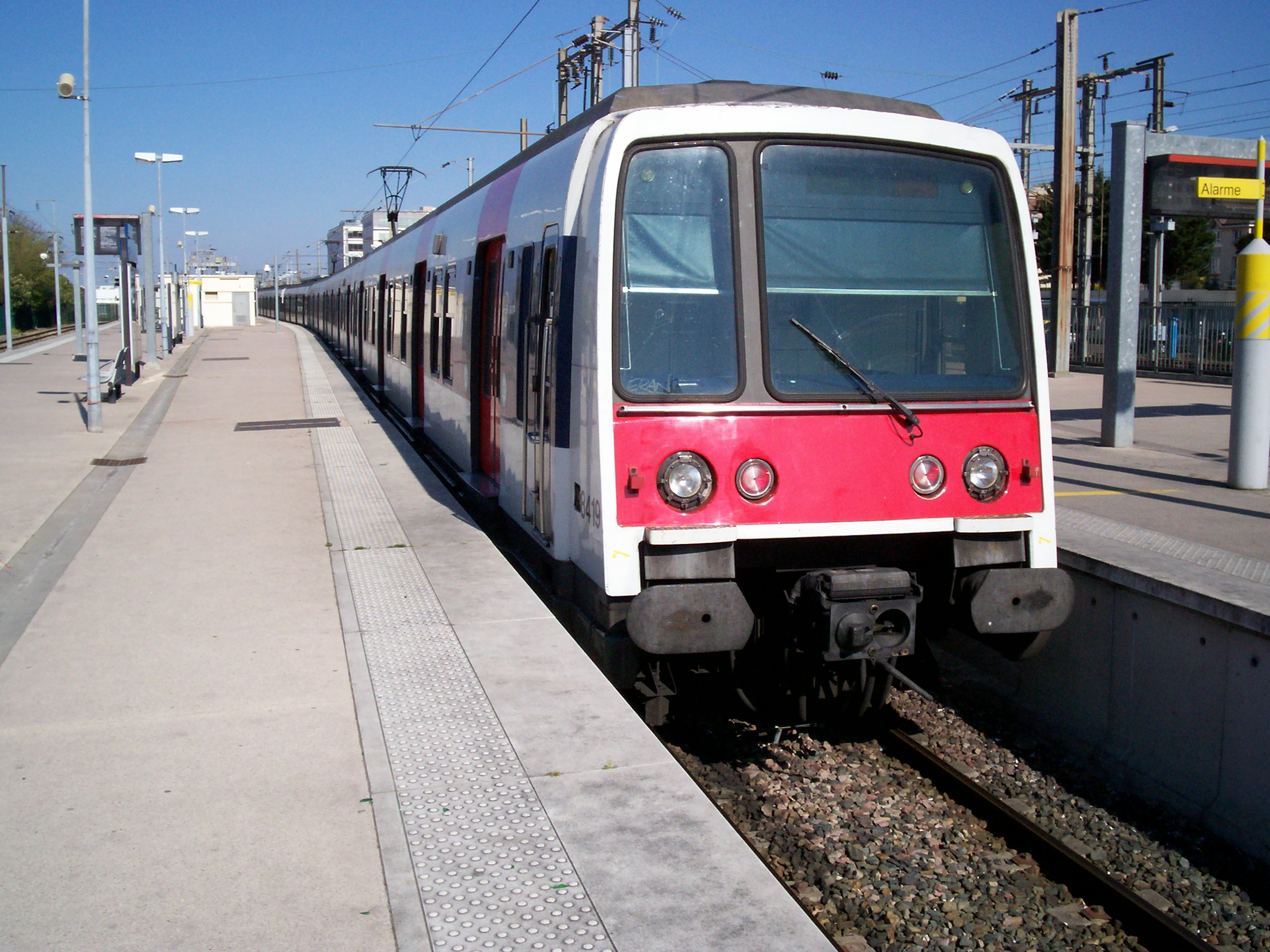
Le MI 88 aurait eu la même apparence que le MI 84, mais équipé en complément de frotteurs pour le captage du courant par troisième rail latéral.

Le MI 88 est un projet avorté de matériel ferroviaire étudié par la SNCF dans les années 1980 et destiné à la ligne de Puteaux à Issy-Plaine, dans les Hauts-de-Seine. Il s'agissait d'un dérivé du MI 84 à deux caisses pouvant capter le courant de traction par 3e rail en 750 V, la ligne étant la dernière d'Île-de-France électrifiée par rail latéral.

## Histoire
Au milieu des années 1980, la ligne de Puteaux à Issy-Plaine connaît une faible fréquentation et reste à l'écart de la modernisation du réseau francilien. Depuis la fermeture de la ligne d'Auteuil en 1985, elle est la dernière de la région parisienne alimentée par troisième rail. Les rames Standard, hors d'âge, doivent laisser leur place à une petite série d'automotrices Z 5100 modifiées pour le captage du courant par troisième rail, les Z 5176-5182. Mais les performances médiocres de ces rames, qui fonctionnement à mi-puissance, et leur taux de pannes élevé poussent la SNCF à concevoir une petite série d'automotrices afin de moderniser la ligne.  
Ces automotrices doivent être bicourant 750 V continu (par troisième rail) et 25 kV/50 Hz (par caténaire), pour circuler sur la ligne des Coteaux alimentée par troisième rail, mais également sous caténaire pour atteindre La Défense à partir de Puteaux, sur la ligne de Paris-Saint-Lazare à Versailles-Rive-Droite. Le projet prévoit une série directement dérivée du MI 84 de la ligne A du RER, qui donne entière satisfaction. 
Le coût des modifications du MI 84 est cependant prohibitif et le matériel aura des performances limitées. La SNCF ne croit pas, à tort, que la ligne des Coteaux puisse connaître un trafic important, si bien que le MI 88 est finalement abandonné au début des années 1990.
Tout ceci a probablement contribué à la décision de cession de la ligne des Coteaux par la SNCF à la RATP, donnant naissance à la ligne 2 du tramway, ouverte en 1997 après travaux d'adaptation de l'ancienne ligne ferroviaire.